# Экспортно-импортный Банк Кореи
Экспортно-импортный Банк Кореи, также известный как Эксимбанк Кореи (KEXIM), является официальным экспортным кредитным агентством в Южной Корее.

## Общая информация
Банк был создан в 1976 году. Его основная цель заключается в поддержке южнокорейской экспортно-ориентированной экономики путем предоставления кредитов и финансирования мегапроектов, тем самым способствуя экономическому сотрудничеству с другими странами.

## Государственные фонды
Банк управляет следующими правительственными фондами:
- Фонд экономического развития и сотрудничества (EDCF): EDCF оценивает и реализует проекты по оказанию помощи в развивающихся странах.
- Межкорейский Фонд сотрудничества (IKCF): IKCF осуществляет надзор за программой экономического сотрудничества с Северной Кореей и выступает в качестве клирингового банка с Внешнеторговым банком Северной Кореи[2].

## Программы помощи
6 января 2013 года банк объявил о своем решении по предоставлению кредитов и кредитных гарантий на сумму $917 млн развлекательным и продовольственным фирмам в течение ближайших трех лет в целях содействия распространению корейской волны в зарубежных странах. Пресс-секретарь представляющего банка сообщил журналистам, что к-поп, корейские дорамы, а также традиционная корейская кухня имеют огромный потенциал развития, и что экспортеры такого культурного контента заслуживают больше инвестиций и финансовой поддержки.